# ジャマイカスライダー
ジャマイカスライダー（学名：Trachemys terrapen）は、ヌマガメ科アカミミガメ属に分類されるカメ。

## 分布
ジャマイカ固有種。バハマ諸島にも移入。

## 形態
最大甲長32cm。オスよりもメスの方が大型になり、オスは最大甲長24.3cm。背甲はややドーム状に盛りあがり、上から見ると中央部より後方で最も幅広い卵型。甲板の表面は滑らかで、成長輪はやや発達する。また甲板表面に放射状や縦方向にあまり発達しない皺が入る。項甲板は細長い等脚台形。腹甲長は甲長（背甲長）の89%未満。腹甲の色彩は黄色や淡黄色、黄褐色。
頭部は中型で、吻端は突出しない。上顎の先端はわずかに凹む。頭部や頸部、四肢の色彩は緑褐色や灰色。喉には不規則に明色の縦縞が入り、四肢には不明瞭な明色の縦縞が入る個体もいる。
幼体は椎甲板に筋状の盛りあがり（キール）がある。縁甲板腹面や背甲と腹甲の継ぎ目（橋）、腹甲中央部に暗色斑が入る。成長に伴い多くの個体でキールは消失し、一部個体群を除き暗色斑は消失するか不明瞭になる。
オスの成体はわずかに吻端が突出し、前肢の爪が曲線的に伸長する。また多くの個体で黒化（メラニズム）し甲板の継ぎ目（シーム）周辺を除いた背甲の色彩は淡灰色や淡黄色になり、頭部や四肢は暗褐色や暗灰色になる。

## 分類
バハマ諸島の個体群は独立種バハマスライダーT. felisとされていたが、酵素の電気泳動による分子系統学的解析から本種との差異がない移入個体群としてシノニムとされる。
ジャマイカ島北西部の個体群は形態が異なり、人為的移入された他種との雑種あるいは雑種に由来する個体群や未記載種とする説がある。

## 生態
流れの緩やかな河川や池沼などに生息し、底質が泥で水生植物の繁茂した水深の浅い止水域を好む。半水棲だが、日光浴を好む。
食性は雑食と考えられている
繁殖形態は卵生。野生下では5-6月に年に2回以上に分けて卵を産む。飼育下では1回に2-6個の卵を産んだ例がある。卵は飼育下で26.5℃の環境下で74-76日、29.5℃の環境下で57-62日、30.5℃の環境下で52-62日で孵化した例がある。

## 人間との関係
生息地では食用とされる事もある。種小名terrapenはアルゴンキン語族の言語で「食用ガメ」を指すtoropeに由来する。
開発による生息地の破壊、水質汚染、食用の乱獲などにより生息数は激減している。
ペットとして飼育されることもあり、日本にも輸入されている。欧米から主に北西部個体群に由来すると考えられている飼育下繁殖個体が少数流通する。アクアリウムやアクアテラリウムで飼育される。飼育下では野菜や水生植物も食べ、人工飼料にも餌付く。